# Мохнач Любов Василівна
Любов Василівна Мохнач (нар. 2 червня 1997, село Семаківці, Городенківський район, Івано-Франківська область) — українська футболістка, захисниця донецького «Шахтаря».

## Клубна кар'єра
Вихованка ДЮСШ Городенка. Футбольну кар'єру розпочав 2011 року в франківській 
«Освіта-ДЮСШ-3», в якому виступав до квітня 2013 року. Наприкінці квітня 2013 року приєдналася до «Нафтохіміка», у футболці якого зіграла 8 матчів та відзначилася 16-ма голами. З вересня по серпень 2014 року знову виступала за франківську «Освіта-ДЮСШ-3».
Наприкінці серпня 2014 року перебралася до «Житлобуда-2». У жіночій Лізі чемпіонів дебютувала 25 серпня 2017 року в нічийному (1:1) поєдинку групового етапу проти шотландського «Гіберніана». Любов вийшла на поле на 85-ій хвилині, замінивши  Віру Дятел. У жіночій лізі чемпіонів зіграла 4 матчі. Триразова чемпіонка України та володарка національного кубку.

## Кар'єра в збірній
У футболці дівочої збірної України WU-17 зіграла 6 матчів.
Виступала й за молодіжну збірну України, у футболці якої дебютувала 13 вересня 2014 року в переможному (160) домашньому поєдинку 1-го туру молодіжного чемпіонату Європи проти молодіжної збірної Азербайджану. Мохнач вийшла на поле в стартовому складі та відіграла увесь матч. Єдиним голом за українську молодіжку відзначилася 15 вересня 2014 року на 58-ій хвилині переможного (3:1) поєдинку 2-го туру молодіжного чемпіонату Європи проти збірної Кіпру (U-19). Любов вийшла на поле в стартовому складі та відіграла увесь матч, а на 65-ій хвилині отримала жовту картку. Загалом у футболці молодіжної збірної України зіграла 6 матчів, в яких відзначилася 1 голом.

## Досягнення
«Житлобуд-2»
- Вища ліга України
  -  Чемпіон (3): 2016, 2017, 2019/20
  -  Срібний призер (3): 2014, 2017/18, 2018/19
  -  Бронзовий призер (1): 2015

- Кубок України
  -  Володар (1): 2019/20